# Quality Comics
Quality Comics fue una editorial estadounidense de cómics que funcionó desde 1937 hasta 1956 y que constituyó una fuerza creativa e influyente en lo que historiadores y aficionados denominan la edad de oro de los cómics.
Entre los títulos más notables y de larga duración publicados por Quality se encuentran Blackhawk, Feature Comics, GI Combat, Heart Throbs, Military Comics/Modern Comics, Plastic Man, Police Comics, Smash Comics y The Spirit. Si bien la mayoría de sus títulos eran publicados por una empresa llamada Comic Magazines, a partir de 1940 todas las publicaciones llevaban un logotipo con la palabra "Quality" (en español, "calidad"). Algunos de los creadores más notables que tuvieron relación con esta compañía fueron Jack Cole, Reed Crandall, Will Eisner, Lou Fine, Gill Fox, Paul Gustavson, Bob Powell y Wally Wood.

## Historia
Quality Comics fue fundada por Everett M. "Busy" Arnold, un impresor que vio el rápido aumento en popularidad del medio de los libros de cómics a finales de la década de 1930. Deduciendo que las audiencias durante esta era de la Depresión querían historietas familiares y de conocida calidad a cambio de sus centavos ganados con esfuerzo, el emprendedor Arnold, formó Comic Favorites, Inc. en 1937, en colaboración con tres sindicatos de periódicos: el McNaught Syndicate, el Frank J . Markey Syndicate y elRegister and Tribune Syndicate, de Iowa.
La primera publicación de Comic Favorites, Inc. fue Feature Funnies, cuyo inicio consistió principalmente de reimpresiones en color de tiras exitosas de los tres sindicatos copropietarios, entre ellas Joe Palooka, Mickey Finn y Dixie Dugan (las tres de propiedad del sindicato McNaught) junto con un pequeño número de tiras originales. El material original provenía de varias fuentes, incluyendo el personal interno de la empresa y/o personal freelance (desde el primer número) así como del taller de Eisner & Iger (a partir del número 3).
Un punto frecuente de confusión es si el taller de packaging de cómics de Harry "A" Chesler estuvo involucrado en los primeros días de la empresa y, de ser así, de qué manera. Varias fuentes describen a Chesler como el editor de Feature Funnies, pero la única fuente principal en mencionar a Chesler es una entrevista con Arnold en la que describe la compra de contenido del taller para Military Comics y Police Comics, ninguno de los cuales comenzó sino hasta 1941. Una entrevista con Will Eisner y citada en The Quality Companion sugiere que Arnold no siempre fue propietario de Comic Favorites, Inc., pero los autores de esta referencia no lograron encontrar evidencia alguna que corrobore esto, a la vez que hay un gran volumen de evidencia de lo contrario.
En 1939, Arnold y los propietarios de la empresa matriz del sindicato Register & Tribune, los hermanos John Cowles, Sr. y Gardner Cowles, Jr., compraron las acciones de McNaught y Markey. Arnold se convirtió en propietario al 50% de la recién formada Comic Magazines, Inc., la entidad corporativa que habría de publicar la línea de Quality Comics. Ese año Quality lanzó Smash Comics # 1 (agosto de 1939), el primer cómic de la compañía en tener exclusivamente material nuevo.
Dedicada inicialmente a comprar historias de Eisner & Iger, un prominente "packager" que producía cómics por encargo para editoriales que ingresaban al mundo de este nuevo medio, Quality introdujo a superhéroes como el Hombre Plástico o Kid Eternity, así como personajes que no eran superhéroes, entre ellos el héroe aviador Blackhawk. Quality también publicó reimpresiones de cómics de The Spirit de Will Eisner, la sección principal de siete páginas en un cómic semanal de 16 páginas, de tamaño tabloide, en papel prensa, conocido coloquialmente como 'La sección del Spirit,' y distribuido a los periódicos dominicales.
El nombre Quality Comics debutó en la carátula de Crack Comics # 5 (septiembre de 1940; véase imagen a la derecha). La Sociedad Histórica de Connecticut acotó al respecto: "Al parecer nunca un título editorial oficial, Quality Comics Group es un nombre de marca registrada (que presumiblemente toma su nombre del apodo de 'ciudad de la calidad [Quality City] de Stamford) y que abarca a Comic Favorites Inc., EM Arnold Publications, Smash Comics y cualquier otro sello de propiedad de Arnold." Un documento federal de 1954 señala que Quality Romance Group, de propiedad de Everett M. y Claire C. Arnold, con oficina en 347 Madison Avenue, en la ciudad de Nueva York, publicó dos títulos como Arnold Publications, Inc., dos títulos como Comic Favorites, Inc., y 14 títulos como Comic Magazines, Inc.
Para mediados de la década de 1950, cuando la televisión y los libros de bolsillo alejaban a los lectores de los cómics en general y en particular de los superhéroes, el interés por los personajes de Quality había ya disminuido de manera considerable. Tras una incursión en otros géneros como los de guerra, humor, romance y horror, la compañía cesó sus operaciones con una portada de cómics de fecha de diciembre de 1956.

## Continuación de personajes en otras editoriales

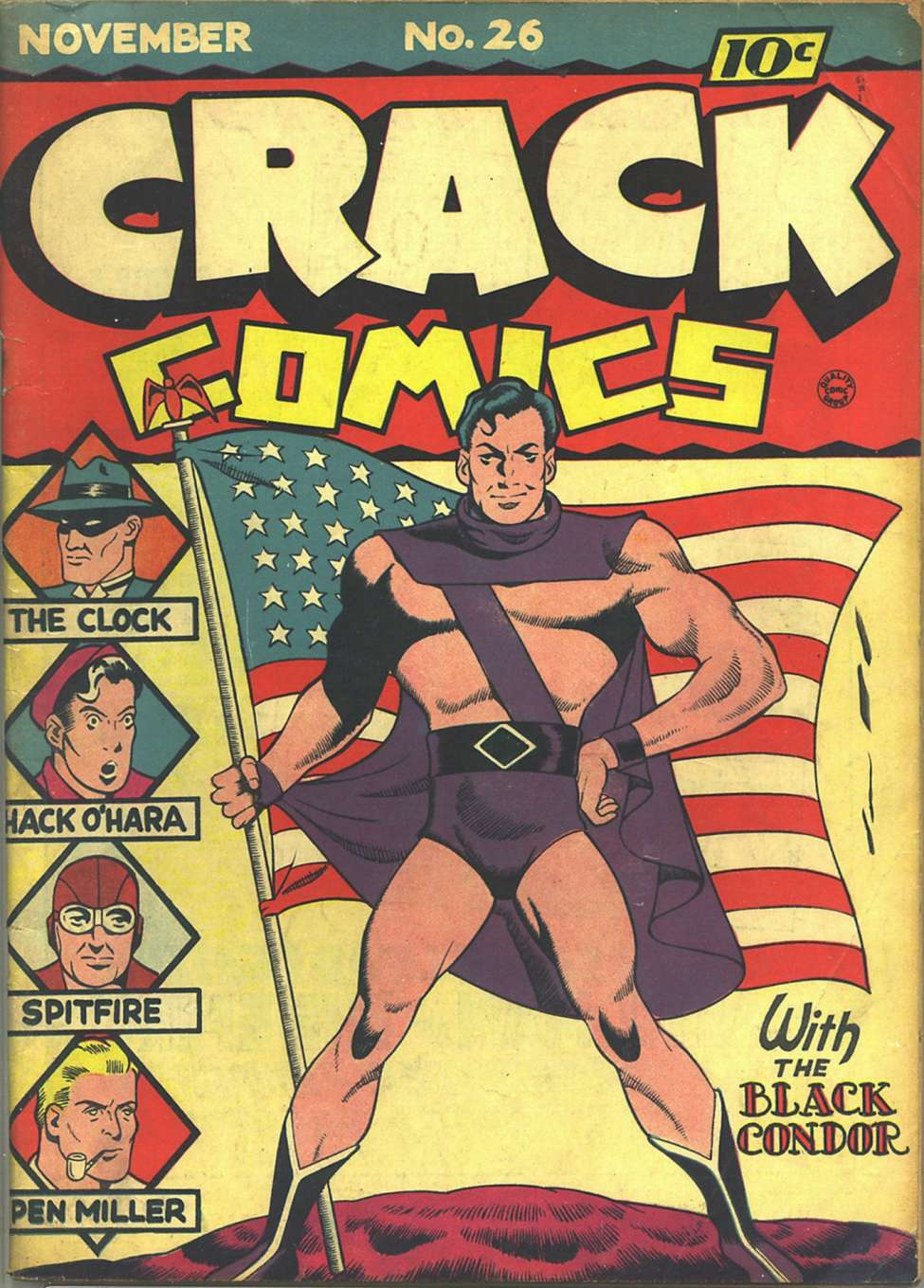
Portada de Crack Comics # 26 (noviembre de 1942). Arte de Gill Fox.

Muchas de las marcas registradas de personajes y títulos de Quality fueron vendidas a National Comics Publications (actualmente DC Comics), que optó por mantener activas solo cuatro series: Blackhawk, G.I. Combat, Heart Throbs (cada una por otros 100 números o más) y Robin Hood Tales (por 8 números). Ha existido mucha confusión respecto a si los Quality Comics originales y/o los personajes que publicaron se encuentran en el dominio público. Los derechos de autor originales de las publicaciones de Quality nunca han sido renovados ni por Arnold ni por DC (en tanto no existe ninguna renovación tal archivada en la Biblioteca del Congreso), lo que deja a esas historias originales en el dominio público. No obstante, las marcas registradas de los personajes y de los títulos de las varias series de cómics se vendieron a DC, que ha publicado periódicamente historias con ellos para mantener vivos sus derechos.
A lo largo de las décadas, DC ha revivido a otros personajes de Quality. El Hombre Plástico ha protagonizado varias series de corta duración a partir de 1966, así como un programa de caricaturas en las mañanas de los sábados entre 1979 y 1981. El personaje habría de convertirse posteriorimente en miembro de la Liga de la Justicia en la década de 1990.
Según el canon de DC, los personajes de Quality, antes de la ocurrencia del evento de modernización de DC Comics llamado Crisis on Infinite Earths (1985-1986), existían en dos realidades separadas en el Multiverso DC : Tierra-Quality y Tierra-X. Mientras que la Tierra-Quality seguía en gran medida la misma historia que las Tierras principales, la Tierra-X era radicalmente diferente de la mayoría de las Tierras, en tanto la Segunda Guerra Mundial había continuado allí hasta 1973, lo que permitió a los Combatientes de la Libertad continuar su lucha contra los nazis. Crisis on Infinite Earths # 11 estableció una nueva continuidad "Post-Crisis" en la que los personajes de Quality y otros de DC habían en cambio siempre vivido en la Tierra única y unificada de DC.
En 1992 se presentaron nuevas versiones sucesoras de los personajes del Black Condor y The Ray. Ambos personajes fueron reclutados por la Liga de la Justicia. El nuevo Ray tuvo su propia serie entre 1994 y 1996 y aparece ocasionalmente como miembro de reserva de la Liga de la Justicia.
Algunos títulos de Quality Comics, entre ellos Blackhawk y el Hombre Plástico, han sido reimpresos por DC, mientras que otros menos famosos han sido reimpresos por AC Comics.

## Personajes/títulos
| - #711 - Alias the Spider - Atomictot - Black Condor - Blackhawk - Blue Tracer - Bozo the Iron Man - Captain Triumph - The Clock - Destiny - Doll Man - Espionage - Firebrand - Ghost of Flanders - The Human Bomb - Invisible Hood - Jester - Kid Eternity - Lady Luck - Madame Fatal | - Magno the Magnetic Man - Manhunter - Merlin the Magician - Midnight - Miss America - Mouthpiece - Neon the Unknown - Phantom Lady - Plastic Man - Quicksilver (later DC's Max Mercury) - Raven - Ray - The Red Bee - Red Torpedo - Spider Widow - the Spirit (1st Quality Comics & comic book appr. Police Comics #11) - Stormy Foster - Torchy - Uncle Sam - Wildfire - Wonder Boy |

## Lista de títulos publicados por Quality Comics
Cómics publicados por Quality desde 1939 hasta 1956.
| - All Humor Comics #1–17 (1946–1949) - The Barker #1–15 (1946–1949) - Blackhawk #9–107 (1944–1956; anteriormente Uncle Sam Quarterly #1–8; Blackhawk #108–273 publicado después por DC Comics, 1957–1983) - Bride's Romance #1–23 (1953–1956) - Broadway Romances #1–5 (1950) - Buccaneers #19–27 (1950–1951; anteriormente Kid Eternity #1–18) - Buster Bear #1–10 (1953–1955) - Campus Loves #1–5 (1949–1950) - Candy #1–64 (1947–1956) - Crack Comics #1–62 (1940–1949; Crack Comics[Ashcan] #1) - Crack Western #63–84 (1949–1953; anteriormente Crack Comics #1–62; Jonesy #85(1) 2-8) - Diary Loves #2–31 (1949–1953; anteriormente Love Diary #1; G.I. Sweethearts #32-45 Girls in Love #46-57) - Doll Man #1–47 (1941–1953) - Egbert #1-20 (1946–1950) - Exotic Romances #22–31 (1955–1956; anteriormente True War Romances #1–21) - Exploits of Daniel Boone #1–6 (1955–?) - Feature Funnies #1–20 (1937–1939); Feature Comics #21-144 (1939–1950) - Flaming Love #1–6 (1949–1950) - Forbidden Love #1–4 (1950) | - Gabby #11; la numeración reinicia, #2–9 (1953–1954; anteriormente Ken Shannon #1-10) - G.I. Combat #1–43 (1952–1956; #44-288 subsequently published by DC Comics, 1957–1987) - G.I. Sweethearts #32–45 (1953–1955; anteriormente Diary Loves #2–31; #46 en adelante Girls in Love #46-57) - Girls in Love #46–57 (1955–1956; anteriormente G.I. Sweethearts #32–45) - Heart Throbs #1–46 (1949; #47–146 publicada posteriormente por DC Comics, 1957–1972; retitulada Love Stories, #147–152, 1972–1973) - Hickory #1-6 (1949–1950) - Hit Comics #1–65 (1940–1950) - Hollywood Diary #1–5 (1949–1950) - Hollywood Secrets #1–6 (1949–1950) - Intrigue #1 (1955) - Jonesy #85; la numeración reinicia, 2–8 (1953–1954; anteriormente Crack Western #1–84) - Ken Shannon #1–10 (1951–1953; Gabby #11 en adelante) - Kid Eternity #1–18 (1946–1949; Buccaneers #19 en adelante - Lady Luck #86–90 (1949–1950; anteriormente Smash Comics #1–85) - Love Confessions #1–54 (1949–1956) - Love Diary #1 (1949; Diary Loves #2 en adelante) - Love Letters #1–51 (1949–1956) - Love Scandals #1–5 (1950) - Love Secrets #32–56 (1953–1956) | - Marmaduke Mouse #1–65 (1946–1956) - Military Comics #1–43 (1941–1945; Modern Comics #44 en adelante) - Modern Comics #44–102 (1945–1950; previamente Military Comics #1–43) - National Comics #1–75 (1940–1949) - Plastic Man #1–64 (1943–1956) - Police Comics #1–127 (1941–1953) - Range Romances #1–5 (1949–1950) - Robin Hood Tales #1–6 (1956; #7–14 publicado después por DC Comics, 1957–1958) - Secret Loves #1–6 (1949–1950) - Smash Comics #1–85 (1939–1949; Lady Luck #86 en adelante) - The Spirit #1–22 (1944–1950) - T-Man #1–38 (1951–1956) - Torchy 1–6 (1949–1950) - True War Romances #1–21 (1952–1955; Exotic Romances #22 en adelante) - Uncle Sam Quarterly #1–8 (1941–1943; Blackhawk #9 en adelante) - Untamed Love #1–5 (1950) - Web of Evil #1–21 (1952–1954) - Wedding Bells #1–19 (1954–1956) - Yanks in Battle #1–4 (1956) |